# Luis Ribera
Luis Fernando Ribera (Chivilcoy, 15 aprile 1929 – 26 gennaio 1979) è stato un pentatleta argentino.

## Palmarès
In carriera ha conseguito i seguenti risultati:
- Mondiali:

Santo Domingo 1953: argento nel pentathlon moderno a squadre.